# Oh, Uncle!
Oh, Uncle! è un cortometraggio muto del 1909 diretto da David W. Griffith. Prodotto e distribuito dalla Biograph Company, il film uscì nelle sale il 26 agosto 1909.
È il terzo cortometraggio della serie Harry and Bessie interpretata da Mary Pickford e Billy Quirk. Tra gli attori, appare anche Mack Sennett.

## Trama
Zeke Wright, un ricco vecchio scapolone, decide di lasciare tutti i suoi averi ai suoi due nipoti, Tom e Harry. Prima, però, vuole vederli. Si reca da Tom ma resta presto disgustato da sua moglie. Così, manda un messaggio all'altro nipote, senza sapere che Harry si è, nel frattempo, sposato: "La moglie di tuo cugino è una frana. Se anche tu ti sposi, ti diseredo".
Che fare? Quando lo zio arriva nella loro casa, Bessie finge di essere la cameriera. Lo zio, che non si lascia prendere per il naso, comincia a corteggiarla in maniera serrata finché Harry è costretto a rivelargli la verità. Ma Bessie è piaciuta al vecchio volpacchione che dichiara non solo di non volere diseredare Harry, ma di raddoppiargli l'eredità. E si installa dai Wright.

## Produzione
Il film fu prodotto dalla Biograph Company e venne girato il 21 e il 22 luglio 1909 negli studi di New York della Biograph.

## Distribuzione
Distribuito dalla Biograph Company, il film - un cortometraggio di 89 metri - uscì nelle sale cinematografiche statunitensi il 26 agosto 1909, programmato in split reel insieme a un altro cortometraggio di Griffith, The Seventh Day. Copia del film (negativo in nitrato in 35 mm) viene conservata negli archivi del Museum of Modern Art; un'altra (un positivo in 35 mm) si trova negli archivi della Library of Congress.
Il titolo originale è Oh, Uncle, ma è stato distribuito anche con quello alternativo di Oh, Uncle!.

## SerieHarry and Bessie
- They Would Elope, regia di D.W. Griffith (1909)
- His Wife's Visitor, regia di D.W. Griffith (1909)
- Oh, Uncle!, regia di D.W. Griffith (1909)